# Стон (Хорватія)

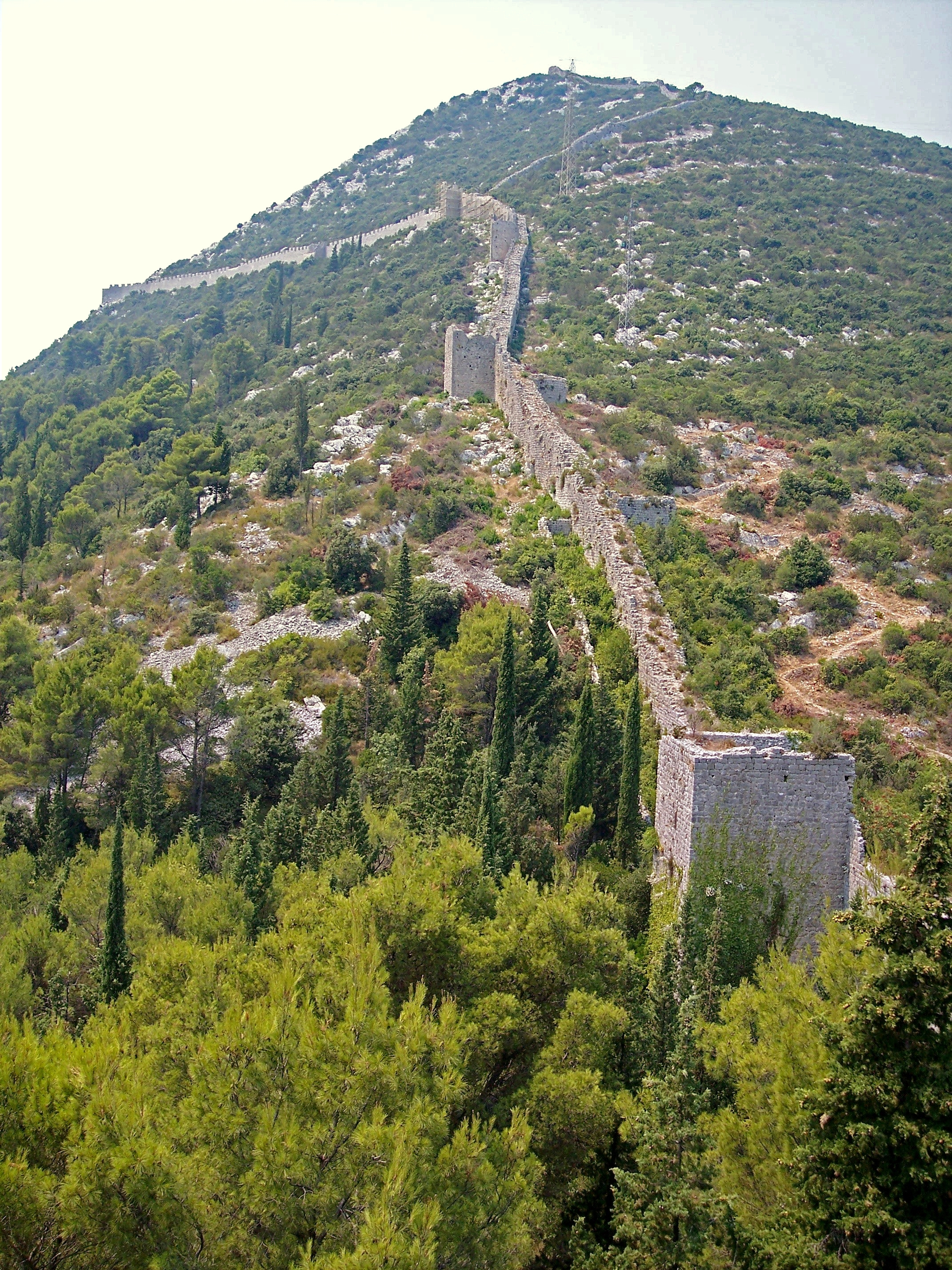
Мури Стона

Стон (хорв. Ston, італ. Stagno) — містечко в Хорватії, розташоване в південній частині перешийку півострова Пелєшаць. Адміністративний центр однойменної громади, яка входить до складу Дубровницько-Неретванської жупанії. За даними перепису 2001 року населення громади налічує 2605 осіб, де абсолютну більшість становлять хорвати з часткою в 98,66 %.

## Історія
У стародавні часи ця територія була заселена іллірійцями і греками, а 167 р. до н. е. почалася доба панування римлян.
У другому столітті на одній давньоримській географічній карті було перелічено всі важливі стратегічні об'єкти і маршрути давнини, де згадано і назву поселення Perdua або Stamnes, розташованого на південному і західному схилах пагорба св. Михайла.
Далекого 877 року згадується Стонська єпархія, тому передбачається, що єпархія в Стоні була найстарішою на хорватському етнічному просторі. Стон також стає резиденцією правителів Захумля.
За хорватських правителів від Вишеслава до Звонимира, тобто з IX до XII століття князь Захумля перебував під захистом хорватських правителів, а єпископ підлягає архієпископу Спліта.
З 1102 року, коли Хорватія вступила в державний союз з Угорщиною, Захумлє опиняється під владою Дуклі та Візантії, а єпископ підпорядковується єпископові Дубровника.
1333 року Дубровник назавжди заволодіває Стоном і Ратом, і таким чином у цьому краї починається новий розділ історії. Будується новий Стон, який отримує свого князя, відновлюються солеварні, а в Стоні оселяється 150 сімей з Дубровника. Вже 1359 року Стон і Малий Стон було обнесено подвійним захисним муром і вони стають «неприступними».

## Населення
Населення громади за даними перепису 2011 року становило 2 407 осіб. Населення самого містечка становило 549 осіб.
Динаміка чисельності населення громади:
Динаміка чисельності населення містечка:

## Населені пункти
Крім містечка Стон, до громади також входять:
- Болєновичі
- Брієста
- Броце
- Чесвиниця
- Данчанє
- Дуба-Стонська
- Дубрава
- Ходилє
- Лука
- Малий Стон
- Метохія
- Путникович
- Спараговичі
- Томиславоваць
- Забрде
- Затон-Долій
- Жуляна